# 静岡賤機テレビ中継局
静岡賤機テレビ中継局（しずおかしずはたテレビちゅうけいきょく）は、静岡県静岡市葵区にかつて存在したテレビ中継局。地上波アナログ放送のみで、地上デジタル放送は日本平デジタルタワーの受信エリアとなっている。このため、2011年7月24日のアナログ放送終了と同時に廃止された。

## 送信施設概要
| 放送局名            | チャンネル | 空中線電力        | ERP                | 放送対象地域 | 放送区域 内世帯数 | 放送終了日    |
| ------------------- | ---------- | ----------------- | ------------------ | ------------ | ----------------- | ------------- |
| SDT 静岡第一テレビ  | 28ch       | 映像3W/ 音声750mW | 映像39W/ 音声9.8W  | 静岡県       | 不明              | 2011年7月24日 |
| NHK静岡 教育        | 38ch       | 映像3W/ 音声750mW | 映像41W/ 音声10.5W | 全国         | 不明              | 2011年7月24日 |
| NHK静岡 総合        | 40ch       | 映像3W/ 音声750mW | 映像41W/ 音声10.5W | 静岡県       | 不明              | 2011年7月24日 |
| SATV 静岡朝日テレビ | 42ch       | 映像3W/ 音声750mW | 映像39W/ 音声9.8W  | 静岡県       | 不明              | 2011年7月24日 |
| SUT テレビ静岡      | 44ch       | 映像3W/ 音声750mW | 映像39W/ 音声9.7W  | 静岡県       | 不明              | 2011年7月24日 |
| SBS 静岡放送        | 46ch       | 映像3W/ 音声750mW | 映像39W/ 音声9.7W  | 静岡県       | 不明              | 2011年7月24日 |

## 所在地
- 静岡市葵区大岩（賤機山）

## 放送エリア・その他
- 主に静岡送信所からの電波が届きにくい静岡市葵区・駿河区の一部（谷津山の北麓、八幡山の西麓など）をカバーしていた。
- このほか、日本平の西麓・北麓で当中継局を受信している世帯があった（日本平そのものの山影になってしまう、あるいはビル影などにより日本平からの電波が受信しにくいため）。この場合、デジタル放送を受信するためにはアンテナの新規設置、あるいは方向調整が必要となる。同様の理由で、日本平の南麓・東麓では三島テレビ中継局を受信している世帯があった。この場合、地デジ化に際しアンテナ方向の調整は原則として不要。